# Gonzalo de Castro
Gonzalo de Castro (Madrid; 2 de febrer de 1963) és un actor espanyol.

## Biografia
Va acabar la carrera de dret amb 23 anys, però finalment va consagrar la seva vida al món de la interpretació.
El seu primers treballs van ser en teatre i petits papers en cinema, però va ser la sèrie 7 vidas (1999-2006, Telecinco) amb la qual va aconseguir una notable popularitat gràcies al seu paper de Gonzalo Montero. En principi, va treballar com a figurant i fins i tot ajudant de direcció, fins que el productor li va brindar l'oportunitat d'actuar a la sèrie.
Entre 2009 i 2011 va interpretar el seu primer paper protagonista en televisió amb Doctor Mateo (Antena 3), on interpretava a Mateo Sancristóbal, un metge espanyol resident en Nova York, que després de patir hemofòbia, decideix deixar-ho tot allí i establir-se al poble on estiuejava de petit: San Martín del Sella.
En 2014, i de nou en Telecinco i amb Globomedia (productora de 7 vidas), protagonitza al costat de Belén Rueda la sèrie de comèdia B&B, de boca en boca.
En teatre ha realitzat una quantitat considerable de treballs, i no sols com a actor, també com a tècnic. Entre les seves actuacions més destacades es troben Las últimas palabras de copito de nieve, amb la companyia Animalario (molt lligada a la seva trajectòria) i Luces de bohemia, amb el Centro Dramático Nacional, i ha treballat a les ordres de directors com Lluís Pascual, Gerardo Vera, Andrés Lima o Sergi Belbel.
Va ser parella sentimental de l'actriu Nathalie Poza fins a 2008. Entre 2010 i 2013 va ser parella de la també actriu Natalia Verbeke, a la qual va conèixer durant l'enregistrament de la sèrie Doctor Mateo.

## Filmografia
- Superlópez (2018), de Javier Ruiz Caldera
- Las furias (2016), de Miguel del Arco.
- ¿Para qué sirve un oso? (2011), de Tom Fernández.
- Rivales (2008), de Fernando Colomo.
- La torre de Suso (2007), de Tom Fernández.
- Madagascar (2005, veu en la versió espanyola de David Schwimmer), d'Eric Darnell i Tom McGrath.
- Gente pez (2001), de Jorge Iglesias.
- Coppola: Un hombre y sus sueños (1999), de Carlos Rodríguez.
- Lisboa, faca no coração (1998), de Manuel Palacios.
- Politicamente incorrectos (2024), d'Arantxa Echevarría

## Televisió
- 7 vidas (1999-2006), Telecinco com Gonzalo Montero.
- Doctor Mateo (2009-2011), Antena 3 com Mateo Sancristóbal.
- B&b, de boca en boca (2014-2015), Telecinco com Pablo Balboa.
- Bajo sospecha (2016), Antena 3 com Miguel Manrique Rodríguez.
- Web Therapy (2016), #0 com Federico Pinto.
- Ellas, (2017), a TVE com a convidat.
- Matar al padre (2018), Movistar+

## Teatre
- Idiota (2016) de Jordi Casanovas, dirigida per Israel Elejalde.
- Invernadero (2015) de Harold Pinter, dirigida per Mario Gas.
- Deseo (2013), de Miguel del Arco, dirigida per Miguel del Arco.
- El inspector (2012), de Nikolai Gogol, dirigida per Miguel del Arco.
- Luces de bohemia (2012), de Ramón María del Valle-Inclán, dirigida per Lluís Homar.
- Glengarry Glen Ross (2009-2010), de David Mamet, dirigida per Daniel Veronese.
- Hay que purgar a Totó (2007-2008), de Georges Feydeau, dirigida per Georges Lavaudant.
- La buena persona de Sezuan (2006), de Bertolt Brecht, dirigida per Luis Blat.
- Las últimas palabras de Copito de Nieve (2004-2006), de Juan Mayorga, dirigida per Andrés Lima.
- Como en las mejores familias (2003-2004), de Agnès Jaoui i Jean-Pierre Braci, dirigida per Manuel Dueso.
- Madre (el drama padre) (2001), de Enrique Jardiel Poncela, dirigida per Sergi Belbel.
- Haciendo Lorca (1996), de Federico García Lorca, dirigida per Lluís Pascual.
- El tiempo y la habitación (1996), de Botho Strauss, dirigida per Lluís Homar.
- Terror y miseria del Tercer Reich (1995), de Bertolt Brecht, dirigida per José Pascual.
- Testamento (1995), de Josep Maria Benet, dirigida per Gerardo Vera (veu en off).
- Calígula (1994), d'Albert Camus, dirigida per José Tamayo Rivas.
- Tirano Banderas (1992), de Ramón María del Valle Inclán, dirigida per Lluís Pasqual.
- Por los pelos (1992-1993), de Paul Pörtner, dirigida per Pere Planella.

## Curtmetratges
- El hambre (2013), de Pau Durà.

## Premis i nominacions
Premis Goya
| Any  | Categoria              | Pel·lícula       | Resultat |
| ---- | ---------------------- | ---------------- | -------- |
| 2007 | Millor actor revelació | La torre de Suso | Nominat  |

Premis de la Unión de Actores
| Any  | Categoria                              | Sèrie        | Resultat  |
| ---- | -------------------------------------- | ------------ | --------- |
| 2009 | Millor actor protagonista de televisió | Doctor Mateo | Nominat   |
| 2004 | Millor actor protagonista de televisió | 7 vidas      | Guanyador |

Fotogramas de Plata
| Any  | Categoria                 | Sèrie        | Resultat  |
| ---- | ------------------------- | ------------ | --------- |
| 2010 | Millor actor de televisió | Doctor Mateo | Guanyador |
| 2009 | Millor actor de televisió | Doctor Mateo | Nominat   |

Premis TP d'Or
| Any  | Categoria                 | Sèrie        | Resultat  |
| ---- | ------------------------- | ------------ | --------- |
| 2010 | Millor actor de televisió | Doctor Mateo | Guanyador |
| 2009 | Millor actor de televisió | Doctor Mateo | Guanyador |

Premis Iris
| Any  | Categoria                      | Sèrie        | Resultat |
| ---- | ------------------------------ | ------------ | -------- |
| 2009 | Millor interpretació masculina | Doctor Mateo | Nominat  |

Premis Ondas
| Any  | Categoria                                    | Sèrie        | Resultat  |
| ---- | -------------------------------------------- | ------------ | --------- |
| 2009 | Millor intérprete masculí en ficció nacional | Doctor Mateo | Guanyador |

Premis Zapping
| Any  | Categoria    | Sèrie        | Resultat |
| ---- | ------------ | ------------ | -------- |
| 2011 | Millor actor | Doctor Mateo | Nominat  |

Altres Premis
- Premi "Millor jove de l'any" de les bodegues Casado Morales (2010).